# Andrei Dăescu
Andrei Dăescu (n. 28 august 1988) este un jucător profesionist de tenis de câmp. Ocupă poziția a 169-a în clasamentul mondial ATP al jucătorilor de dublu. Este component al lotului național de Cupa Davis al României.

## Rezultate
| Legendă (Dublu)        |
| Grand Slam (0)         |
| Tennis Masters Cup (0) |
| ATP Masters Series (0) |
| ATP Tour (0)           |
| Challengers (0)        |
| Futures (7)            |

### Câștigător la dublu
| Nr. | Data              | Turneu                  | Suprafața | Partener       | Adversari în finală                           | Scor în finală      |
| 1.  | 6 noiembire 2011  | F28 Birmingham, SUA     | zgură     | Milan Pokrajac | Sekou Bangoura Evan King                      | 6–2, 6–2            |
| 2.  | 19 februarie 2012 | F1 Zagreb, Croația      | hard      | Florin Mergea  | Mirza Basic Mate Delic                        | 7–5, 6–1            |
| 3.  | 26 februarie 2012 | F2 Zagreb, Croația      | hard      | Florin Mergea  | Ivan Sabanov Matej Sabanov                    | 4–6, 6–4, [10-4]    |
| 4.  | 18 martie 2012    | F2 Sherbrooke, Canada   | carpetă   | Florin Mergea  | Milan Pokrajac Peter Polansky                 | 7–6(6), 3–6, [10-1] |
| 5.  | 15 aprilie 2012   | F7 Angers, Franța       | carpetă   | Florin Mergea  | Marc Gicquel Nicolas Renavand                 | 6–2, 3–6, [10-7]    |
| 6.  | 20 mai 2012       | F1 Cluj-Napoca, România | zgură     | Florin Mergea  | Llaurențiu-Ady Gavrilă Dragoș Cristian Mîrtea | 7–6(2), 6–1         |
| 7.  | 27 mai 2012       | F2 București, România   | zgură     | Florin Mergea  | Marius Copil Victor Crivoi                    | 7–6(4), 6–2         |

### Finalist la dublu
| Nr. | Data            | Turneu              | Suprafața | Partener      | Adversari în finală              | Scor în finală   |
| 1.  | 11 martie 2012  | F1 Gatineau, Canada | hard      | Florin Mergea | Devin Britton John-Patrick Smith | 5–7, 6–3, [5-10] |
| 1.  | 21 aprilie 2012 | Roma, Italia        | zgură     | Florin Mergea | Dustin Brown Jonathan Marray     | 4–6, 6–7(0)      |
| 2.  | 14 aprilie 2012 | Timișoara, România  | zgură     | Florin Mergea | Goran Tošić Denis Zivkovic       | 2–6, 5–7         |